# فيصل يوسف
فيصل يوسف (مواليد 7 يناير 1996) لاعب كرة قدم إماراتي يجيد اللعب في الظهير الأيمن .

## مسيرة اللاعب
كان يلعب مع النادي الأهلي الفئات السنية وبعد دمج أندية الأهلي و نادي الشباب ونادي دبي تحت مسمى نادي شباب الأهلي تم ضمه إلى نادي شباب الأهلي و لم يستمر معهم طويلاً و بعدها لعب مع نادي الظفرة ونادي الفجيرة ونادي دبا الحصن.